# 快速支援部隊
快速支援部队（羅馬化：Quwwāt ad-daʿm as-sarīʿ）是2013年由苏丹前领导人奥马尔·巴希尔整合了内战中的不同的准军事民兵组织建立的新部队，主要由金戈威德民兵组成，该部队宗旨为“在总司令指挥下作战的国家军队，旨在于忠于真主的爱国价值观，遵守武装部队的基本准则”。部隊由国家情报和安全局管理，尽管在军事行动期间他们由苏丹武装部队指挥。据路透社估算，苏丹“快速支援部队”的兵力目前可能达到了10万人，最保守的估计也在4万人以上。在2013－2023年間，该组织积极以雇佣军的形式在国外作战，其中包括加入沙特联军在也门与胡塞武装作战（累计出兵超过6万人次）、在利比亚為哈夫塔尔保衛國內主要目標等等。此外，该部队还与欧洲合作参与拦截非法移民，有苏丹媒体报道称该部队会将拦截的非法移民贩卖到利比亚换钱。
苏丹“快速支援部队”领导人为穆罕默德·哈姆丹·达加洛，人称“哈米蒂”。哈米蒂于1975年出生乍得和和苏丹交界地带一个贝都因人为主的阿拉伯部落，此前是达尔富尔的一名商人，曾在苏丹、利比亚、乍得等地售卖骆驼和绵羊，之后开始在混乱的达尔富尔地区领导民兵团体。
2003年，达尔富尔战争爆发，金戈威德民兵在达尔富尔战争期间代表苏丹政府作战，名声很差，被認為需对许多针对平民的暴行负责。  根据人权观察组织的说法，部隊在达尔富尔的行动干犯危害人类罪。战争後，哈米蒂最终掌控了“金戈威德”民兵组织。
哈米蒂在战争中也在政府军和叛军之间左右横跳。2013年，哈米蒂最终正式接受了苏丹巴希尔政府的招安，并将部下改编为“快速支援部队”。
2017年，苏丹国民议会批准了《快速支援部队法》以约束这支部队，但该法在2019年7月进行了重新修订，废止了遵守《武装部队法》的相关规定。从此苏丹“快速支援部队”的独立性大大加强，再无强力法律约束。
2019年苏丹政治危机期间，控制蘇丹的军政府利用快速支援部隊暴力镇压亲民主示威者。快速支援部隊与其他安全部隊也是2019年6月3日喀土穆大屠殺的參與者。
2023年4月15日苏丹爆发大规模军事冲突，该部队声称已占领喀土穆国际机场和喀土穆的其他重要地区。据报道，部隊与苏丹军队在北达尔富尔州和西达尔富尔州发生了战斗。 4月17日，蘇丹外交部表示蘇丹武裝部隊總司令阿卜杜勒·法塔赫·阿卜杜勒拉赫曼·布尔汉已決定解散快速支援部隊，並將其認定為叛軍。4月25日，苏丹外交部又表示快速支援部队已变成“恐怖主义民兵组织”。